# ويلهلم ماغنوس
ويلهلم ماغنوس (بالألمانية: Hans Heinrich Wilhelm Magnus)‏ هو رياضياتي ألماني، ولد في 5 فبراير 1907 في برلين في ألمانيا، وتوفي في 15 أكتوبر 1990 في نيويورك في الولايات المتحدة.